# 天主教瓦拉斯教區
天主教瓦拉斯教區（拉丁語：Dioecesis Huarazensis）是秘魯一個羅馬天主教教區，屬特魯希略總教區。
教區1899年5月15日，位於安卡什大區東南部。2006年有教友365,000人（佔轄區總人口89.9%）、三十個堂區、四十九名司鐸。現任教區主教為若瑟·愛德華·貝拉斯克斯·塔拉索納。